# Nesle
Nesle là một xã ở tỉnh Somme, vùng Hauts-de-France, Pháp.

## Địa lý
Thị trấn này tọa lạc tại giao lộ của các đường D930 và đường D337, khoảng 16 dặm Anh về phía tây nam của Saint Quentin. Suối Ingon chảy qua xã này.
Phía bắc là Parc des Félins, một khu bảo tồn cho nơi sinh sản của mèo lớn.

## Dân số
| 1962                                                         | 1968 | 1975 | 1982 | 1990 | 1999 |
| ------------------------------------------------------------ | ---- | ---- | ---- | ---- | ---- |
| 2417                                                         | 2483 | 2811 | 2643 | 2642 | 2451 |
| Số liệu điều tra dân số từ năm 1962, dân số không tính trùng |      |      |      |      |      |